# Christina Källberg
Pour les articles homonymes, voir Kallberg.
Christina Källberg, née le 1er avril 2000 à Stora Tuna, est une pongiste suédoise. Elle est la sœur du pongiste Anton Källberg.

## Biographie
Elle est sacrée championne de Suède en simple en 2022, 2023 et 2024.
Elle se qualifie en double mixte avec son compatriote Kristian Karlsson au Jeux olympiques de 2024 à Paris. Elle a remporté avec lui cette même année le WTT Feeder de Varaždin. Ils occupent le 9e rang mondial en juillet 2024.
Elle est la 58e joueuse mondiale en juillet 2024.

## Parcours en club
Elle renforce l'équipe du Metz TT, championne de France en 2023 de pro A, pour la saison 2023-2024.
Elle signe dans le club de l'ASRTT Étival-Raon qui évolue en pro A pour la saison 2024-2025.

## Sponsoring
Elle est sponsorisée par la marque suédoise Stiga.